# Streptoprocne
Streptoprocne ist eine Vogelgattung in der Familie der Segler (Apodidae). Drei große und zwei kleinere Seglerarten werden in diese neotropische Gattung gestellt. Die beiden kleineren Arten der Gattung, der Orangekehlsegler und der Rothalssegler, sind mit ihrem leuchtend orangen Halsband im adulten Gefieder bei den Seglern ein Sonderfall. Diese beiden Arten wurden früher der Gattung Cypseloides zugerechnet.

## Beschreibung
Die drei großen Arten mit einer Körperlänge von etwa 22 Zentimetern 
können meist allein durch ihre Größe von sympatrisch vorkommenden Arten anderer Seglergattungen unterschieden werden, die Flügelschläge wirken kraftvoll und gemächlich. Ein sehr auffälliges Gefiedermerkmal ist das Halsband, bei den drei großen Arten ist es weiß, bei den beiden kleinen ist es orange. 
Am schwierigsten zu unterscheiden sind Vertreter der Gattung Cypseloides. Bei guten Sichtverhältnissen ist die Unterscheidung aufgrund der Gefiedermerkmale recht einfach, nur der Brustflecksegler hat ebenfalls weiße Gefiederanteile im Bereich der Brust. In der Höhe wirken die Flügel der Streptoprocne-Arten länger und breiter, auch der Schwanz erscheint breiter. 

## Systematik
Der Gattung werden folgende Arten zugeordnet:
- Halsbandsegler (Streptoprocne zonaris)
- Schildsegler (Streptoprocne biscutata)
- Weißnackensegler (Streptoprocne semicollaris)
- Rothalssegler (Streptoprocne rutila)
- Orangekehlsegler (Streptoprocne phelpsi)

Früher wurden der Rothalssegler und der Orangekehlsegler der Gattung Cypseloides zugerechnet.